# Does This Look Infected Too?
Does This Look Infected Too? è un EP live del gruppo musicale canadese Sum 41.
L'EP include un CD con 5 tracce dal vivo e un DVD bonus contenente i video di Still Waiting, The Hell Song e Handle This, il making of del video di Still Waiting ed un Electronic Press Kit di 8 minuti del gruppo in Giappone durante i precedenti 3 anni.

## Tracce
CD
1. Mr. Amsterdam (Live) – 3:53
2. Over My Head (Better Off Dead) (Live) – 2:56
3. No Brains (Live) – 4:05
4. The Hell Song (Live) – 3:07
5. Still Waiting (Live) – 3:16

DVD
1. Still Waiting (Music Video)
2. The Hell Song (Music Video)
3. Handle This (Music Video)
4. The Making of the "Still Waiting"
5. EPK (Documentary)

## Formazione
- Deryck Whibley - chitarra, voce
- Dave Baksh - chitarra principale
- Jason McCaslin - basso
- Steve Jocz - batteria